# Barbara Fialho
Barbara Fialho (Montes Claros, 21 de dezembro de 1987) é uma modelo e cantora brasileira.

## Biografia
Tersilia Barbara Correa Fialho nasceu em Montes Claros, no Estado de Minas Gerais.
A paixão pela música também nasceu nessa época, em que passava as tardes na casa dos avós paternos. Seu avô, compartilhava com ela a paixão pela música, e assim conheceu a Bossa Nova e aqueles que seriam seus grandes ídolos da música. 
Com 15 anos, iniciou sua carreira de modelo e viajou o mundo, vivendo e trabalhando em diversos países. A uma década, nas principais semanas internacionais de moda, é capa das grandes revistas e já fotografou com importantes fotógrafos do meio. Há 3 anos participa do casting do Victoria's Secret Show.
Hoje vive em Nova Iorque, onde além de trabalhar, mantém sua educação musical, toca violão,  montou seu estúdio e prepara o primeiro CD de sua banda, composta por grandes nomes do jazz latino, que reúne 10 clássicos do Samba e da Bossa Nova. 
Atualmente é representada pela agência Joy Model Management no Brasil.

## Carreira

### Modelo
Sua carreira começou aos 15 anos quando mudou-se para São Paulo. Fotos, desfiles e 3 meses depois embarcava para Nova Iorque. Morou também Paris, por 4 anos, onde participou de campanhas de grandes marcas como Missoni, Roberto Cavalli e Givenchy. Posou para  Steven Klein,  Mario Testino, David Sims, entre outros grandes fotógrafos.   
Já foi capa de revistas como: "Elle", "Marie Claire", "Harper’s Bazaar", "Numero" e "L'Officiel".  
Desde 2012 participa do casting do tão visado desfile Victoria’s Secret Show, que a projetou para o mercado de moda comercial, dando-lhe uma carreira mais completa. 

## Música
Barbara aprendeu a tocar violão aos 9 anos, por hobbie. Aos 15, saiu de casa e descobriu que, apesar das boas experiencias, a vida de modelo era muito solitária. 
Encontrou na música uma companhia e compunha para se expressar. Preparou-se "silenciosamente", até que um dia tocou em uma roda de amigos, entre eles, o produtor musical Damon Martin. Damon ficou impressionado com sua voz e com o fato do ritmo latino estar em seu sangue. Isso refletia na segurança, emoção e sensualidade com que Barbara cantava. Dessa parceria, nascia a ideia de gravar um disco com um cocktail musical que junta a Bossa Nova e o Samba, uma camada de ritmo afro cubano e um toque de funk.